# Явапай
Вижте пояснителната страница за други значения на Явапай.
Явапаи (на английски: Yavapai) е етническа група в Съединените американски щати, наброяваща в началото на 21 век около 1400 души. Повечето от тях живеят в индианските резервати Явапаи-Апачи, Явапаи-Прескът и Форт Макдауъл на територията на щата Аризона. Традиционният им език е явапаи, класифициран към клона Паи на Езиковото семейство Юма – Кочими. Езикът днес се говори от около 160 души.
Явапаи са известни като доста войнствени индианци като често сформират съюзи със съседните племена юма, мохаве и западните апачи, за да воюват по-успешно срещу марикопа и пима, основните им врагове на юг. Смесвайки се с тези племена, явапаи образуват с тях двуезични групи, които първоначално трудно са различавани от европейците. Затова в началото често са наричани от белите „мохаве – апачи, юма – апачи или тонто – апачи“.

## Територия
Явапаи е едно от големите юмански племена, което в миналото контролира територия от около 52 000 км2 в централна Аризона. Територията им се простира от Сан Франциско Пийк на север почти до Хила и Солт Ривър на юг, и от езерата Мартинес и Хавасупаи на запад до планините Пиналеньо и Мазатзал на югоизток.

## Подразделения
Исторически явапаите са разделени на 4 географски групи, които не са политически и социално единни. Отделно, всяка географска дивизия се подразделя на по няколко локални или местни групи, които по различно време и различни причини влизат в съюзи със съседните племена. Някои групи споделят една територия с апачите тонто в района на Рио Верде, а други се смесват с мохаве или юма на река Колорадо.
- Толкапая (Толкпая) или Западни явапаи – тази дивизия е наричана често юма–апачи или мохаве–апачи, заради тесните им връзки с племената юма и мохаве на запад, с които споделят общи територии. За разлика от останалите явапаи, те се занимават и със земеделие. От своя страна тази дивизия се подразделя на няколко местни групи:
  - Уилтаикапая (Хакехелапа уилтаикапая – хората от Двете планини). Живеят в района на планините Харкохала и Харкувар, както и в долините Пийпълс и Къркланд, и по горното течение на Хасаямпа Крийк в централната част на южна Аризона.
  - Хакауахатапа (Матакуарапа – хората от Червената вода (Колорадо)). Групата живее по поречието на река Колорадо и се занимава предимно със земеделие.
  - Хакупакапа (Иниокапа)
- Явапе (Явпе, Явепе) или Северозападни явапаи, Централни явапаи. Често са наричани Истински явапаи, защото не са културно повлияни от съседните народи. Живеят в долината Уилямсън, на юг от планината Брадшоу до Агуа Фриа Ривър. Тази дивизия се подразделя на две групи с няколко подгрупи:
  - Явапе – живеят в горната част на долината на Рио Верде и близките планини. Състои се от една подгрупа:
    - Уалкеяняниепа – в планините Мингъс.

  - Матаупапая – в околностите на днешния Прескът. Състоят се от две подгрупи:
    - Уикутепа – в околностите на Гранит Пийк.
    - Уикеничапа – в Блак Маунтин.
- Уипукепа или Уипукаба (Уипукийпая – хората от подножието на Червената скала) или Североизточни явапаи. Обитават Оук Крийк Каньон, по Фосил Крийк и Рио Верде в централната част на Северна Аризона. Тази дивизия споделя еднаква територия със северните тонто апачи и образуват две местни групи, които говорят и двата езика.
  - Маткитуауипа – смесени с групата Фосил (Ту Дотлиж Инде) на тонто апачите. Обитават горната част на долината на Рио Верде – по реките Ийст Верде, Фосил Крийк, Клеър Крийк, на юг до Коув Крийк в централна Аризона.
  - Уипукепа – смесена с групата Оук Крийк (Т′се Хичи Инде) на апачите тонто. Живеят в Сикрет Маунтин.
- Кеуевкапая (Куевекапая) или Югоизточни явапаи, Южни явапаи. Тази дивизия живее по Рио Верде, на юг от планината Мазатзал и Солт Ривър, до Суперститейшън Маунтин и западна Сиера Естрела в югозападна Аризона. Подразделят се на няколко групи:
  - Уалкамепа – в околностите на днешните Финикс и Супериър. Подразделят се на две подгрупи:
    - Уалкамепа
    - Илихаситумапа – в северната част на планината Пиналеньо.

  - Уикиджасапа – между днешните Финикс и Маями и се подразделят на 4 подгрупи:
    - Амахиюкпа – северно от Лайм Крийк, в планините на запад от Рио Верде.
    - Атачиопа – в планините западно от Чери.
    - Хакайопа – образуват двуезична група с групата Мазатзал (Т′се Нолтлижин Инде) на южните тонто апачи. Живеят в долината Сънфлауър, южно от Мазатзал Пийк и на запад от Форт Рено в Басейна Тонто.
    - Хичапулвапа – образуват двуезична група с групата Мазатзал на южните тонто апачи. Живеят в планините Мазатзал, южно от Ийст Верде Ривър и на запад от Норд Пийк.

Отделно от тези подразделения и групи има още 4 отделни групи, които споделят общи територии с различни групи на апачите:
- Лиуилкамепа – между планините Суперститейшън и Пиналеньо.
- Маткауатапа – двуезична група вследствие на смесени бракове между хора от уалкамепа и апачите живеещи в Сиера Анча в централна Аризона.
- Йелючопа – в планините Мазатзал, между хакайопа и хичапулвапа.
- Оналкеопа – в планините Мазатзал, между хичапулвапа и йелючопа. По-късно се преместват на юг в територията на уалкамепа.
- Матакуадапая – смята се че това подразделение се е смесило с мохаве и юма и вече не съществува като отделна единица.

## Култура
Всички групи явапаи са предимно ловци–събирачи с изключение на толкапая и някои други, които се занимават и със земеделие. През зимата за подслон използват пещери, скални укрития или куполовидни колиби от преплетени клони, покрити с тръстика и кал или кожи. През топлите месеци използват открити навеси покрити с тополови клонки. Основно облекло за мъжете е набедреник, гамаши и мокасини изработени от еленови кожи. През зимата използват одеяло във вид на пончо. За жените основна дреха е рокля от две части, пристегната в кръста с колан. На краката си жените обуват високи или нормални мокасини. И двата пола боядисват често лицата си и обичат да носят различни накити. Някои жени си татуират лицата. Често посещават хопите и навахо, с които заменят мескал и еленови кожи за одеяла и сребърни накити. Мъртвите са кремирани.

## История
Смята се, че явапаите произлизат от древните хора Патая от културата Хакатая, които мигрират на изток от поречието на река Колорадо, за да образуват вътрешните юмански групи – хавасупаи, хуалапаи и явапаи. Това става някъде около 1300 г. Явапаите са войнствени индианци и често сформират съюзи със съседите си, за да воюват по-успешно срещу пима и марикопа. Така уипукепа и кеуевекепая са традиционни съюзници на някои групи на западните апачи, а толкапая и явапе са съюзници с мохаве и юма.
Първият записан контакт на явапаите с испанците е с експедицията на Антонио де Еспехо през 1583 г. През 1598 г. са посетени от Маркос де лос Годос, който ги нарича „крусадас“. Малко след това и отново през 1604 г. ги посещава отец Хуан де Онате. Следващата им среща с европейци е отново след около 200 години. Въпреки че нямат връзки с белите през този период, те се снабдяват с необходими европейски стоки чрез други племена. И въпреки че живеят твърде изолирано сериозно пострадват от новите европейски болести. Смята се, че губят около 25% от населението си през 17 и 18 век. Англоговорещи трапери започват да навлизат в земите им след 1820 г. След Мексиканско-американската война и по време на златната треска в Калифорния през 1848 г. хиляди бели авантюристи преминават приз земите им. Със заселниците идват и военните и сблъсъците между двете страни стават неизбежни. Първият сериозен конфликт е в началото на 1852 г., когато толкапая се присъединяват към въстаналите юма. На всичкото отгоре през 1863 г. в земите им е открито злато и за кратко време миньори наводняват района. Поселищата никнат едно след друго, построен е и Форт Уайпъл. От началото на 1864 г. явапаите започват системни нападения на поселищата. В отговор заселниците организират доброволчески отряди за защита, а армията започва преследване. През декември 1864 г. и през януари 1865 г. американската армия унищожава 3 техни села. Убити са общо 42-ма явапаи, а 7 са ранени. По-късно през 1865 г. е издадена заповед, всички явапаи да се явят и предадат, в противен случай ще бъдат унищожени. Много явапаи се предават, но повечето остават свободни и продължават с набезите. През декември 1872 г. войници водени от генерал Джордж Крук приклещват 100 явапаи, мъже, жени и деца в каньона на Солт Ривър и ги натикват в една пещера. В тази битка 76 явапаи са убити, а оцелелите са отведени в Кемп Гранд като пленници. След това клане явапаите постепенно се предават и биват изпращани по резерватите в района. През 1875 г. правителството затваря резервата Кемп Верде и индианците в него са отведени в резервата Сан Карлос. През 1903 г. правителството създава резервата Форт Макдауъл (100 кв. км.) за някои групи явапаи. През 1910 г. на някои явапаи от Сан Карлос е разрешено да се завърнат в Кемп Верде, където им се предоставя резерват от 2,7 кв. км. Днес в него живеят потомци предимно на уипукепа. През 1935 г. е създаден резервата Явапаи в Прескът (35 кв. км.). Днес явапаите споделят тези 3 резервата с някои групи на апачите.